# 김옥주 (배우)
김옥주(1977년 11월 29일 ~ )은 대한민국의 배우이다. 1997년 MBC 26기 공채 탤런트로 데뷔하였다.

## 학력
- 서울예술대학교 영화과 졸업

## 연기 활동

### 드라마
- 2019년 넷플릭스 드라마 《첫사랑은 처음이라서》
- 2019년 KBS2 일일연속극 《왼손잡이 아내》... 이연아 역
- 2018년 MBC 일일연속극 《전생에 웬수들》
- 2018년 JTBC 월화드라마 《미스 함무라비》
- 2017년 KBS2 주말연속극 《황금빛 내 인생》
- 2016년 MBC 일일연속극 《행복을 주는 사람》
- 2016년 SBS 수목 드라마스페셜 《푸른 바다의 전설》
- 2000년 MBC 주간시트콤 《세 친구》 ... (단역)
- 2000년 MBC 주말드라마 《사랑은 아무나 하나》 ... 수현 역
- 1999년 EBS 청소년 드라마 《네 꿈을 펼쳐라》 ... 한혜진 역
- 1998년 MBC 월화 미니시리즈 《애드버킷》 ... 선아 역
- 1998년 MBC 월화 미니시리즈 《맨발로 뛰어라》
- 1998년 MBC 일요아침드라마 《사랑밖엔 난 몰라》
- 1998년 MBC 대하드라마 《대왕의 길》
- 1998년 MBC 일일시트콤 《남자 셋 여자 셋》 ... 김옥주 역
- 1998년 MBC 월화 미니시리즈 《세상 끝까지》
- 1998년 MBC 일일연속극 《보고 또 보고》
- 1998년 MBC 월화 미니시리즈 《사랑》
- 1998년 MBC 아침드라마 《맏이》
- 1997년 MBC 수목 미니시리즈 《영웅신화》
- 1997년 MBC 주말연속극 《그대 그리고 나》

### 공연
- 2018년 《쥐덫》 ... 몰리 역

## 광고
- 《청정원》 글루코나이스
- 《AJ 렌트카》 AJ셀카